# Podochilus ramosii
Podochilus ramosii är en orkidéart som beskrevs av Oakes Ames. Podochilus ramosii ingår i släktet Podochilus och familjen orkidéer.
Artens utbredningsområde är Filippinerna. Inga underarter finns listade i Catalogue of Life.